# Aktivierung (Rechnungswesen)
Unter Aktivierung versteht man die Aufnahme eines Vermögensgegenstandes (HGB-Terminologie) bzw. Vermögenswerts/Assets (IFRS-Terminologie) in der Aktivseite der Bilanz. Ob eine Aktivierung erfolgen muss, darf oder zu unterbleiben hat, ergibt sich aus handelsrechtlichen und steuerrechtlichen Vorschriften.

## Allgemeines
Was ein Vermögensgegenstand ist, definiert das HGB nicht. Es handelt sich dabei um einen
- wirtschaftlichen Vorteil materieller oder immaterieller Art, der ausschließlich dem Unternehmen über den nächsten Bilanzstichtag hinaus zusteht und
- zu dessen Erlangung Aufwendungen getätigt wurden und
- der somit selbständig bewertbar ist und
- der unabhängig vom Unternehmen einzeln veräußert werden kann.

Nicht jeder Vermögensgegenstand gelangt durch Aktivierung in die Bilanz. Ob ein solcher Vermögensgegenstand in der Bilanz zu aktivieren ist, ergibt sich aus den handelsrechtlichen Vorschriften. Auch wenn in § 246 Abs. 1 Satz 1 HGB mit dem Vollständigkeitsgebot eigentlich eine Verpflichtung zur vollständigen bilanziellen Erfassung aller Vermögensgegenstände kodifiziert ist, gibt es hiervon zahlreiche Ausnahmeregelungen.

## Deutsches Handels- und Steuerbilanzrecht

### Aktivierungspflicht
Der Jahresabschluss eines Unternehmens hat sämtliche Vermögensgegenstände zu enthalten, soweit gesetzlich nichts anderes bestimmt ist. Auch ein entgeltlich erworbener Firmenwert muss aktiviert werden (§ 246 Abs. 1 Satz 4 HGB). Ebenso sind noch nicht fertige Anlagen wie Anlagen im Bau zu aktivieren (§ 266 Abs. 2 Ziff. A II Nr. 4 HGB).

### Aktivierungsverbot
Nicht aktiviert werden darf ein originärer (selbst geschaffener) Firmenwert, selbst geschaffene Marken, Drucktitel, Verlagsrechte, Kundenlisten oder vergleichbare immaterielle Vermögenswerte (§ 248 Abs. 2 Satz 2 HGB).
Nicht aktiviert werden dürfen ferner Aufwendungen
- für die Gründung eines Unternehmens (§ 248 Abs. 1 Nr. 1 HGB),
- für die Beschaffung des Eigenkapitals (§ 248 Abs. 1 Nr. 2 HGB),
- für den Abschluss von Versicherungsverträgen (§ 248 Abs. 1 Nr. 3 HGB),
- für Forschung und Vertrieb (§ 255 Abs. 2 Satz 4 HGB),
- für eigene Aktien (§ 272 Abs. 1a HGB).

Das handelsrechtliche Aktivierungsverbot gilt auch für die Steuerbilanz (Maßgeblichkeitsprinzip).

### Aktivierungswahlrecht
In folgenden Fällen darf eine Aktivierung erfolgen, sie muss aber nicht vorgenommen werden.
- Selbst geschaffene immaterielle Vermögensgegenstände des Anlagevermögens können als Aktivposten in die Bilanz aufgenommen werden (§ 248 Abs. 2 Satz 1 HGB).
- Ein Aktivierungswahlrecht besteht für geringwertige Wirtschaftsgüter. Sie müssen zwar in der Anlagenbuchhaltung gesondert geführt werden, müssen aber nicht in der Bilanz ausgewiesen werden, sondern können im Jahr der Anschaffung vollständig abgeschrieben werden (§ 6 Abs. 2 EStG). Handelsrechtlich existiert keine spezielle Regelung zu geringwertigen Wirtschaftsgütern. Nach dem Grundsatz der Wesentlichkeit ist die Aktivierung geringwertiger Wirtschaftsgüter jedoch auch handelsrechtlich nicht erforderlich. Die steuerliche Bildung und Abschreibung eines Sammelpostens für geringwertige Wirtschaftsgüter (§ 6 Abs. 2a EStG) ist nach Auffassung des IDW[1] auch im handelsrechtlichen Jahresabschluss grundsätzlich möglich. Die steuerrechtlich gebotene Sofortabschreibung von Wirtschaftsgütern mit einer Nutzungsdauer von nicht mehr als einem Jahr ist handelsrechtlich ein Wahlrecht.[2]
- Bilanzierungshilfe für aktive latente Steuern (§ 274 Abs. 1 HGB) oder zum Disagio (§ 250 Abs. 3 HGB)

In der Steuerbilanz werden selbst geschaffene immaterielle Vermögensgegenstände nicht als Wirtschaftsgut anerkannt, so dass das Maßgeblichkeitsprinzip wegen § 5 Abs. 2 EStG nicht wirkt.

## International Financial Reporting Standards

### Aktivierungspflicht
Der Vermögensbegriff der IFRS ist weiter gefasst als jener des deutschen Handelsbilanzrechts, so dass ggf. auch Positionen aktivierungsfähig sind, die nicht die Definition eines Vermögensgegenstands des HGB erfüllen. Ein Vermögenswert ist bilanzierungsfähig und -pflichtig, wenn die abstrakten und konkreten Ansatzkriterien erfüllt sind. Im Unterschied zum deutschen Bilanzrecht ist nach IFRS der einem Vermögenswert immanente ökonomische Nutzen für das Unternehmen das entscheidende Aktivierungskriterium.

### Aktivierungswahlrecht
IFRS-Abschlüsse sollen nach der Intention des IASB ausschließlich eine Informationsfunktion erfüllen. Ansatzwahlrechte würden die Informationsfunktion beeinträchtigen, da sie die zwischenbetriebliche Vergleichbarkeit von Jahresabschlüssen stören. In den IFRS existieren daher keine offenen Aktivierungswahlrechte. Wenn eine Position die abstrakten und konkreten Ansatzkriterien erfüllt, hat eine Aktivierung zu erfolgen, andernfalls unterbleibt sie.
Im Schrifttum wird allerdings weit überwiegend davon ausgegangen, dass nach IAS 38 ein faktisches Ansatzwahlrecht für Entwicklungskosten besteht, da die Frage, ob die konkreten Ansatzkriterien des Standards jeweils als erfüllt anzusehen sind, wesentlich im Ermessen der Bilanzierenden steht.

### Aktivierungsverbot
Sind die abstrakten  und/oder konkreten Ansatzkriterien nicht erfüllt, besteht ein Aktivierungsverbot. In einigen Fällen wird dies vom Standardsetter konkretisiert: IAS 38 verbietet die Aktivierung selbst erbrachter Forschungsleistungen (38.53); der originäre Firmenwert (IAS 38.40) darf nicht aktiviert werden, ebenso wenig Vertriebskosten, selbst erstellte Marken, Drucktitel, Verlagsrechte und Kundenlisten (IAS 38.10, 38.48, 38.54, 38.63).